# Limnophila (Limnophila) inordinata
Limnophila (Limnophila) inordinata is een tweevleugelige uit de familie steltmuggen (Limoniidae). De soort komt voor in het Australaziatisch gebied.